# Flora Iranica
Flora Iranica (abreviado Fl. Iranica) es una revista ilustrada con descripciones botánicas que es editada en Austria por el botánico, pteridólogo, y algólogo austríaco. Karl Heinz Rechinger. Comenzó su publicación en el año 1963 con el nombre de Flora Iranica : Flora des Iranischen Hochlandes und der Umrahmenden Gebirge : Persien, Afghanistan, Teile von West-Pakistan, Nord-Iraq,